# 贺俊侦
贺俊侦（1913年—2004年），男，湖北阳新人，中华人民共和国军事人物，中国人民解放军少将，曾任中国人民解放军无线电通信技术学校校长，第五届全国政协委员。